# Flash ! Alhambra - A.B.C.
Albums par Léo Ferré
La Langue française
(1962) Ferré 64
(1964)
Lives par Léo Ferré
Récital Léo Ferré à l'Alhambra
(1961) Récital 1969 en public à Bobino
(1969)
Flash ! Alhambra - A.B.C. est un 33 tours 25 cm de Léo Ferré qui compile des titres enregistrés en public lors de ses passages à l'Alhambra en 1961 et à l'A.B.C. en 1962. Il sort en 1963.

## Historique

### Autour du disque
- Référence originale : ?

- L'édition CD de 2003 de l'album Récital Léo Ferré à l'Alhambra inclut le disque Flash ! Alhambra - A.B.C..

## Titres
Paroles et musiques de Léo Ferré sauf indications contraires.
Les titres 1, 2, 7, 8 sont extraits d'une captation du récital donné en novembre 1961 à l'Alhambra (ils n'ont pas retenus pour l'album Récital Léo Ferré à l'Alhambra, paru la même année).

Les titres 3, 4, 5, 6, alors totalement inédits, sont extraits du récital donné en décembre 1962 à l'A.B.C..

Les titres marqués d'un astérisque (*) n'ont jamais été enregistrés en studio par Ferré.
| 1. | Chanson mécanisée                     |  |
| 2. | Le vent                               |  |
| 3. | T'as payé (*)                         |  |
| 4. | Les Temps difficiles (2e version) (*) |  |

| 5. | Mon général         |                            |  |
| 6. | Stances (*)         | Ronsard                    |  |
| 7. | Nous les filles (*) |                            |  |
| 8. | Regardez-les        | Léo Ferré & Francis Claude |  |